# كايل نيكس
كايل نيكس (بالإنجليزية: Kyle Nix)‏ هو لاعب كرة قدم أسترالي في مركز الوسط، ولد في 21 يناير 1986 في سيدني في أستراليا. شارك مع منتخب إنجلترا تحت 16 سنة لكرة القدم ومنتخب إنجلترا تحت 18 سنة لكرة القدم ومنتخب إنجلترا تحت 20 سنة لكرة القدم. أما مع النوادي، فقد لعب مع أستون فيلا وبرادفورد سيتي وشيفيلد يونايتد ومانشستر يونايتد ونادي بارنسلي ونادي تاموورث ونادي شيانج ري يونايتد ونادي غيتزهد ونادي مانسفيلد تاون.

## وصلات خارجية
- كايل نيكس على موقع قاعدة بيانات كرة القدم.إي يو (الإنجليزية)
- كايل نيكس على موقع Soccerbase.com (لاعب) (الإنجليزية)